# Miroslav Barčík
Miroslav Barčík (* 26. května 1978, Čadca) je slovenský fotbalový záložník a bývalý reprezentant, od září 2014 působící v TJ Iskra Borčice. Mimo Slovensko působil v Turecku, Řecku a Polsku.

## Klubová kariéra
Svoji fotbalovou kariéru začal v MŠK Žilina. V roce 1996 se propracoval do prvního týmu, odkud později zamířil do tureckého klubu Göztepe SK. V roce 2002 se vrátil do Žiliny. Po čtyřech letech odešel na další zahraniční angažmá do řeckého klubu PAE Ergotelis. Následně podepsal kontrakt s FC Spartak Trnava, odkud později odešel hostovat do FC Nitra. Následně nastupoval za polský tým Polonia Bytom. V létě 2011 se vrátil podruhé do Žiliny. V sezoně 2011/12 získal s klubem titul i slovenský pohár. Po dvou letech zamířil zpět do Polonie. V září 2014 podepsal smlouvu s mužstvem TJ Iskra Borčice. S Borčicemi v ročníku 2014/15 postoupil do 2. ligy.

## Reprezentační kariéra
Miroslav reprezentoval Slovensko již v mládežnických výběrech. V roce 2000 byl členem slovenského týmu U21, jenž obsadil na domácím Mistrovství Evropy ve fotbale hráčů do 21 let 4. místo. Hrál následně i na Letních olympijských hrách v Austrálii, kde Slovensko skončilo v základní skupině D na čtvrtém místě.
Ve slovenském reprezentačním A-mužstvu debutoval 20. 8. 2003 v přátelském zápase v New York City v USA proti týmu Kolumbie (remíza 0:0).
Za A-mužstvo Slovenska nastoupil v letech 2003–2005 celkem ke čtyřem zápasům, gól nevstřelil.

### Reprezentační zápasy
Zápasy Miroslava Barčíka za A-mužstvo Slovenska
| Rok    | Zápasy | Góly |
| ------ | ------ | ---- |
| 2003   | 1      | 0    |
| 2004   | 2      | 0    |
| 2005   | 1      | 0    |
| Celkem | 4      | 0    |